# Condado de Brazoria
O Condado de Brazoria (em inglês:  Brazoria County) é um dos 254 condados do estado norte-americano do Texas. A sede e maior cidade do condado é Angleton. Foi fundado em 1836.
O condado possui uma área de 4 166 km², dos quais 650 km² estão cobertos por água, uma população de 313 166 habitantes, e uma densidade populacional de 89 hab/km² (segundo o censo nacional de 2010).